# Камбрия (округ)
Округ Камбрия (англ. Cambria County) располагается в штате Пенсильвания, США. Официально образован 26 марта 1804 года. По состоянию на 2010 год, численность населения составляла 143 679 человек.

## География
По данным Бюро переписи США, общая площадь округа равняется 1 794,872 км2, из которых 1 781,922 км2 суша и 12,950 км2 или 0,780 % это водоёмы.

## Население
По данным переписи населения 2000 года в округе проживает 152 598 жителей в составе 60 531 домашних хозяйств и 40 616 семей. Плотность населения составляет 86,00 человек на км2. На территории округа насчитывается 65 796 жилых строений, при плотности застройки около 37,00-ми строений на км2. Расовый состав населения: белые — 95,80 %, афроамериканцы — 2,83 %, коренные американцы (индейцы) — 0,09 %, азиаты — 0,38 %, гавайцы — 0,02 %, представители других рас — 0,25 %, представители двух или более рас — 0,64 %. Испаноязычные составляли 0,89 % населения независимо от расы.
В составе 27,00 % из общего числа домашних хозяйств проживают дети в возрасте до 18 лет, 52,80 % домашних хозяйств представляют собой супружеские пары проживающие вместе, 10,40 % домашних хозяйств представляют собой одиноких женщин без супруга, 32,90 % домашних хозяйств не имеют отношения к семьям, 29,80 % домашних хозяйств состоят из одного человека, 15,60 % домашних хозяйств состоят из престарелых (65 лет и старше), проживающих в одиночестве. Средний размер домашнего хозяйства составляет 2,38 человека, и средний размер семьи 2,96 человека.
Возрастной состав округа: 21,00 % моложе 18 лет, 9,00 % от 18 до 24, 26,20 % от 25 до 44, 24,10 % от 45 до 64 и 24,10 % от 65 и старше. Средний возраст жителя округа 41 лет. На каждые 100 женщин приходится 94,20 мужчин. На каждые 100 женщин старше 18 лет приходится 91,30 мужчин.